# Заозёрье (Калининградская область)
Заозёрье — посёлок в Гурьевском городском округе Калининградской области. Входит в состав Низовского сельского поселения.

## Население
| 2002 | 2010 |
| ---- | ---- |
| 287  | ↗418 |

## История
Ранее на месте современного поселка Заозёрье стояло три населенных пункта: Лапзау, Тарауненкруг и Вангниккен. Населенный пункт Лапзау был основан в 1322 году. В 1910 году численность его населения составляла  123 человека.